# Boyd Cooper
Boyd Cooper (* um 1975) ist ein australischer Badmintonspieler. 

## Karriere
Boyd Cooper war 2004 und 2005 bei den Australian Open erfolgreich. 2005 siegte er bei den New Zealand Open. Bei den Ozeanienmeisterschaften gewann er in den Einzeldisziplinen von 1999 bis 2004 drei Bronzemedaillen.

## Sportliche Erfolge
| Saison | Veranstaltung    | Disziplin    | Platz | Name                            |
| ------ | ---------------- | ------------ | ----- | ------------------------------- |
| 2004   | Australian Open  | Herrendoppel | 1     | Boyd Cooper / Travis Denney     |
| 2004   | Australian Open  | Mixed        | 2     | Boyd Cooper / Kate Wilson-Smith |
| 2005   | Australian Open  | Herrendoppel | 1     | Travis Denney / Boyd Cooper     |
| 2005   | New Zealand Open | Herrendoppel | 1     | Boyd Cooper / Travis Denney     |

## Referenzen
- Boyd Cooper beim Badminton-Weltverband

| Personendaten    | Personendaten                  |
| ---------------- | ------------------------------ |
| NAME             | Cooper, Boyd                   |
| KURZBESCHREIBUNG | australischer Badmintonspieler |
| GEBURTSDATUM     | um 1975                        |